# Halesus (mitologia)
Halesus – postać z mitologii rzymskiej, eponim miasta Falerii i plemienia Falisków.
W zależności od wersji mitu był towarzyszem lub nieprawym synem Agamemnona, bądź też synem Neptuna. Po zakończeniu wojny trojańskiej przybył do Italii, gdzie w południowej Etrurii założył miasto Falerii. Tradycja uważała go za protoplastę rodu królewskiego w Wejach.
Jako sprzymierzeniec Turnusa walczył przeciwko Eneaszowi po jego przybyciu do Italii. Zginął z ręki Pallasa.